# Giải Quả cầu vàng cho nam diễn viên điện ảnh phụ xuất sắc nhất
Giải Quả cằu vàng cho nam diễn viên điện ảnh phụ xuất sắc nhất là một trong các giải Quả cầu vàng mà Hiệp hội báo chí nước ngoài ở Hollywood trao hàng năm cho vai phụ của một nam diễn viên điện ảnh trong một phim được cho là xuất sắc nhất. Giải này được bắt đầu từ năm 1944.
Tên giải thay đổi từ khi thành lập và tới năm 2005 thì mang tên chính thức: "Diễn xuất sắc nhất bởi một nam diễn viên trong vai phụ trong một phim" (Best Performance by an Actor in a Supporting Role in a Motion Picture).
Dưới đây là danh sách các người đoạt giải và các người được đề cử từng năm:

### Thập niên 1940
- 1944 – Akim Tamiroff, Chuông nguyện hồn ai
- 1945 – Barry Fitzgerald, Going My Way
- 1946 – J. Carrol Naish, A Medal for Benny
- 1947 – Clifton Webb, The Razor's Edge
- 1948 – Edmund Gwenn, Miracle on 34th Street
- 1949 – Walter Huston, The Treasure of the Sierra Madre

### Thập niên 1950
- 1950 – James Whitmore, Battleground
- 1951 – Edmund Gwenn, Mister 880
- 1952 – Peter Ustinov, Quo Vadis
- 1953 – Millard Mitchell, My Six Convicts
- 1954 – Frank Sinatra, From Here to Eternity
- 1955 – Edmond O'Brien, The Barefoot Contessa
- 1956 – Arthur Kennedy, Trial
- 1957 – Earl Holliman, The Rainmaker
- 1958 – Red Buttons, Sayonara
- 1959 – Burl Ives, The Big Country

### Thập niên 1960
- 1960 – Stephen Boyd, Ben-Hur
- 1961 – Sal Mineo, Exodus

1962: George Chakiris – Câu chuyện phía Tây vai Bernardo †
- Montgomery Clift – Judgment at Nuremberg vai Rudolph Petersen
- Jackie Gleason – The Hustler vai Minnesota Fats
- Tony Randall – Lover Come Back vai Peter "Pete" Ramsey
- George C. Scott – The Hustler vai Bert Gordon
- 1963 – Omar Sharif, Lawrence of Arabia
- 1964 – John Huston, The Cardinal

1964: Edmond O'Brien – Seven Days in May
- Cyril Delevanti – The Night of the Iguana
- Stanley Holloway – My Fair Lady
- Gilbert Roland – Cheyenne Autumn
- Lee Tracy – The Best Man
- 1966 – Oskar Werner, The Spy Who Came in from the Cold
- 1967 – Richard Attenborough, The Sand Pebbles
- 1968 – Richard Attenborough, Doctor Dolittle
- 1969 – Daniel Massey, Star!
- 1970 – Gig Young, They Shoot Horses, Don't They?

### Thập niên 1970
1970: John Mills – Ryan's Daughter vai Michael †
- Chief Dan George – Little Big Man vai Old Lodge Skins
- Trevor Howard – Ryan's Daughter
- George Kennedy – Airport
- John Marley – Love Story vai Phil Cavalleri

1971: Ben Johnson – The Last Picture Show vai Sam Sư tử †
- Tom Baker – Nicholas and Alexandra
- Art Garfunkel – Carnal Knowledge
- Paul Mann – Fiddler on the Roof
- Jan-Michael Vincent – Going Home

1972: Joel Grey – Cabaret vai Chủ tế †
- James Caan – Bố già
- James Coco – Man of La Mancha
- Alec McCowen – Travels with My Aunt
- Clive Revill – Avanti!

1973: John Houseman – The Paper Chase vai Charles W. Kingsfield, Jr. †
- Martin Balsam – Summer Wishes, Winter Dreams
- Jack Gilford – Save the Tiger
- Randy Quaid – The Last Detail
- Max von Sydow – The Exorcist

1974: Fred Astaire – The Towering Inferno vai Harlee Claiborne
- Eddie Albert – The Longest Yard
- Bruce Dern – The Great Gatsby
- John Huston – Chinatown
- Sam Waterston – The Great Gatsby

1975: Richard Benjamin – The Sunshine Boys
- John Cazale – Dog Day Afternoon
- Charles Durning – Dog Day Afternoon
- Henry Gibson – Nashville
- Burgess Meredith – The Day of the Locust vai Harry Greener

1976: Laurence Olivier – Marathon Man vai Christian Szell
- Marty Feldman – Silent Movie
- Ron Howard – The Shootist
- Jason Robards – All the President's Men vai Benjamin C. Bradlee †
- Oskar Werner – Voyage of the Damned

1977: Peter Firth – Equus vai Alan Strang
- Mikhail Baryshnikov – The Turning Point vai Yuri Kopeikine
- Alec Guinness – Chiến tranh giữa các vì sao phần IV: Hy vọng mới vai Obi-Wan Kenobi
- Jason Robards – Julia vai Dashiell Hammett †
- Maximilian Schell – Julia vai Johann

1978: John Hurt – Midnight Express vai Max
- Bruce Dern – Coming Home vai Bob Hyde
- Dudley Moore – Foul Play vai Stanley Tibbets
- Robert Morley – Who Is Killing the Great Chefs of Europe? vai Max
- Christopher Walken – The Deer Hunter vai Nikonar "Nick" Chevotarevich †-(Walken thực sự đoạt giải năm này, không phải John Hurt)

1979: Melvyn Douglas – Being There vai Benjamin Turnbull Rand † 

1979: Robert Duvall – Apocalypse Now vai Bill Kilgore
- Frederic Forrest – The Rose vai Huston Dyer
- Justin Henry – Kramer vs. Kramer vai Billy Kramer
- Laurence Olivier – A Little Romance

### Thập niên 1980
1980: Timothy Hutton – Ordinary People vai Conrad Jarrett †
- Judd Hirsch – Ordinary People vai Tyrone C. Berger
- Joe Pesci – Raging Bull vai Joey LaMotta
- Jason Robards – Melvin and Howard vai Howard Hughes
- Scott Wilson – The Ninth Configuration

1981: John Gielgud – Arthur vai Hobson †
- James Coco – Only When I Laugh
- Jack Nicholson – Reds vai Eugene O'Neill
- Howard E. Rollins, Jr. – Ragtime vai Coalhouse Walker, Jr.
- Orson Welles – Butterfly

1982: Louis Gossett, Jr. – An Officer and a Gentleman vai Emil Foley †
- Raul Julia – Tempest
- David Keith – An Officer and a Gentleman
- James Mason – The Verdict vai Ed Concannon
- Jim Metzler – Tex

1983: Jack Nicholson – Terms of Endearment vai Garrett Breedlove †
- Steven Bauer – Scarface
- Charles Durning – To Be or Not to Be
- Gene Hackman – Under Fire
- Kurt Russell – Silkwood

1984: Haing S. Ngor – The Killing Fields vai Dith Pran †
- Adolph Caesar – A Soldier's Story vai Trung sĩ Waters
- Richard Crenna – The Flamingo Kid
- Jeffrey Jones – Amadeus
- Noriyuki Pat Morita – The Karate Kid vai Kesuke Miyagi

1985: Klaus Maria Brandauer – Out of Africa vai Bror von Blixen-Finecke
- Joel Grey – Remo Williams: The Adventure Begins
- John Lone – Year of the Dragon
- Eric Roberts – Runaway Train vai Buck
- Eric Stoltz – Mask

1986: Tom Berenger – Platoon vai Sergeant Barnes
- Michael Caine – Hannah and Her Sisters vai Elliot †
- Dennis Hopper – Blue Velvet
- Dennis Hopper – Hoosiers vai Shooter
- Ray Liotta – Something Wild

1987: Sean Connery – The Untouchables vai Jim Malone †
- Richard Dreyfuss – Nuts
- R. Lee Ermey – Full Metal Jacket
- Morgan Freeman – Street Smart
- Rob Lowe – Square Dance

1988: Martin Landau – Tucker: The Man and His Dream
- Alec Guinness – Little Dorrit vai William Dorrit
- Neil Patrick Harris – Clara's Heart vai David Hart
- Raul Julia – Moon Over Parador
- Lou Diamond Phillips – Stand and Deliver
- River Phoenix – Running on Empty vai Danny Pope

1989: Denzel Washington – Glory vai Pvt. Trip †
- Danny Aiello – Do the Right Thing
- Marlon Brando – A Dry White Season
- Sean Connery – Indiana Jones and the Last Crusade vai Henry Jones, Sr.
- Ed Harris – Jacknife vai Dave
- Bruce Willis – In Country

### Thập niên 1990
1990: Bruce Davison – Longtime Companion vai David
- Armand Assante – Q & A vai Roberto "Bobby Tex" Texador
- Hector Elizondo – Pretty Woman vai Barney Thompson
- Andy Garcia – Bố già phần III vai Vincent Mancini-Corleone
- Al Pacino – Dick Tracy vai Alphonse "Big Boy" Caprice
- Joe Pesci – Goodfellas vai Tommy DeVito †

1991: Jack Palance – City Slickers vai Curly Washburn †
- Ned Beatty – Hear My Song vai Josef Locke
- John Goodman – Barton Fink vai Charlie Meadows
- Harvey Keitel – Bugsy vai Mickey Cohen
- Ben Kingsley – Bugsy vai Meyer Lansky

1992: Gene Hackman – Unforgiven vai Little Bill Daggett †
- Jack Nicholson – A Few Good Men vai Nathan R. Jessep
- Chris O'Donnell – Scent of a Woman vai Charlie Simms
- Al Pacino – Glengarry Glen Ross vai Ricky Roma
- David Paymer – Mr. Saturday Night vai Stan

1993: Tommy Lee Jones – The Fugitive vai Samuel Gerard †
- Leonardo DiCaprio – What's Eating Gilbert Grape vai Arnie Grape
- Ralph Fiennes – Schindler's List vai Amon Göth
- John Malkovich – In the Line of Fire vai Mitch Leary
- Sean Penn – Carlito's Way vai David Kleinfeld

1994: Martin Landau – Ed Wood vai Bela Lugosi †
- Kevin Bacon – The River Wild vai Wade
- Samuel L. Jackson – Pulp Fiction vai Jules Winnfield
- Gary Sinise – Forrest Gump vai Dan Taylor
- John Turturro – Quiz Show vai Herbie Stempel

1995: Brad Pitt – Twelve Monkeys vai Jeffrey Goines
- Ed Harris – Apollo 13 vai Gene Kranz
- John Leguizamo – To Wong Foo, Thanks for Everything! Julie Newmar vai Chi-Chi Rodriguez
- Tim Roth – Rob Roy vai Archibald Cunningham
- Kevin Spacey – The Usual Suspects vai Roger "Verbal" Kint †

1996: Edward Norton – Primal Fear vai Aaron Stampler
- Cuba Gooding, Jr. – Jerry Maguire vai Rod Tidwell †
- Samuel L. Jackson – A Time To Kill vai Carl Lee Hailey
- Paul Scofield – The Crucible vai Thomas Danforth
- James Woods – Ghosts of Mississippi vai Byron De La Beckwith

1997: Burt Reynolds – Boogie Nights vai Jack Horner 
- Rupert Everett – My Best Friend's Wedding vai George Downes
- Anthony Hopkins – Amistad vai John Quincy Adams
- Greg Kinnear – As Good as It Gets vai Simon Bishop
- Jon Voight – The Rainmaker vai Leo F. Drummond
- Robin Williams – Good Will Hunting vai Sean Maguire †

1998: Ed Harris – The Truman Show vai Christof
- Robert Duvall – A Civil Action vai Jerome Facher
- Bill Murray – Rushmore vai Herman Blume
- Geoffrey Rush – Shakespeare đang yêu vai Philip Henslowe
- Billy Bob Thornton – A Simple Plan vai Jacob Mitchell

1999: Tom Cruise – Magnolia vai Frank "T.J" Mackey
- Michael Caine – The Cider House Rules vai Wilbur Larch †
- Michael Clarke Duncan – The Green Mile vai John Coffey
- Jude Law – The Talented Mr. Ripley vai Dickie Greenleaf
- Haley Joel Osment – The Sixth Sense vai Cole Sear

### Thập niên 2000
| Năm  | Đề cử                  | Phim                                                       | Vai diễn                     |
| ---- | ---------------------- | ---------------------------------------------------------- | ---------------------------- |
| 2000 | Benicio del Toro       | Traffic                                                    | Javier Rodriguez Rodriguez † |
| 2000 | Jeff Bridges           | The Contender                                              | Jackson Evans                |
| 2000 | Willem Dafoe           | Shadow of the Vampire                                      | Max Schreck                  |
| 2000 | Albert Finney          | Erin Brockovich                                            | Edward L. Masry              |
| 2000 | Joaquin Phoenix        | Gladiator                                                  | Commodus                     |
| 2001 | Jim Broadbent          | Iris                                                       | John Bayley †                |
| 2001 | Steve Buscemi          | Ghost World                                                | Seymour                      |
| 2001 | Hayden Christensen     | Life as a House                                            | Sam Monroe                   |
| 2001 | Ben Kingsley           | Sexy Beast                                                 | Don Logan                    |
| 2001 | Jude Law               | A.I. Artificial Intelligence                               | Gigolo Joe                   |
| 2001 | Jon Voight             | Ali                                                        | Howard Cosell                |
| 2002 | Chris Cooper           | Adaptation.                                                | John Laroche †               |
| 2002 | Ed Harris              | The Hours                                                  | Richard Brown                |
| 2002 | Paul Newman            | Road to Perdition                                          | John Rooney                  |
| 2002 | Dennis Quaid           | Far from Heaven                                            | Frank Whitaker               |
| 2002 | John C. Reilly         | Chicago                                                    | Amos Hart                    |
| 2003 | Tim Robbins            | Mystic River                                               | Dave Boyle †                 |
| 2003 | Alec Baldwin           | The Cooler                                                 | Shelly Kaplow                |
| 2003 | Albert Finney          | Big Fish                                                   | Ed Bloom (old)               |
| 2003 | Peter Sarsgaard        | Shattered Glass                                            | Charles Lane                 |
| 2003 | Ken Watanabe           | The Last Samurai                                           | Katsumoto                    |
| 2004 | Clive Owen             | Closer                                                     | Larry Gray                   |
| 2004 | David Carradine        | Kill Bill: Vol. 2                                          | Bill                         |
| 2004 | Thomas Haden Church    | Sideways                                                   | Jack                         |
| 2004 | Jamie Foxx             | Collateral                                                 | Max Durocher                 |
| 2004 | Morgan Freeman         | Million Dollar Baby                                        | Eddie Dupris †               |
| 2005 | George Clooney         | Syriana                                                    | Bob Barnes †                 |
| 2005 | Matt Dillon            | Crash                                                      | Jack Ryan                    |
| 2005 | Will Ferrell           | The Producers                                              | Franz Liebkind               |
| 2005 | Paul Giamatti          | Cinderella Man                                             | Joe Gould                    |
| 2005 | Bob Hoskins            | Mrs. Henderson Presents                                    | Vivian Van Damm              |
| 2006 | Eddie Murphy           | Dreamgirls                                                 | James "Thunder" Early        |
| 2006 | Ben Affleck            | Hollywoodland                                              | George Reeves                |
| 2006 | Jack Nicholson         | The Departed                                               | Francis "Frank" Costello     |
| 2006 | Brad Pitt              | Babel                                                      | Richard Jones                |
| 2006 | Mark Wahlberg          | The Departed                                               | Sean Dignam                  |
| 2007 | Javier Bardem          | No Country for Old Men                                     | Anton Chigurh †              |
| 2007 | Casey Affleck          | The Assassination of Jesse James by the Coward Robert Ford | Robert Ford                  |
| 2007 | Philip Seymour Hoffman | Charlie Wilson's War                                       | Gust Avrakotos               |
| 2007 | John Travolta          | Hairspray                                                  | Edna Turnblad                |
| 2007 | Tom Wilkinson          | Michael Clayton                                            | Arthur Edens                 |
| 2008 | Heath Ledger           | The Dark Knight                                            | The Joker                    |
| 2008 | Tom Cruise             | Tropic Thunder                                             | Les Grossman                 |
| 2008 | Robert Downey, Jr.     | Tropic Thunder                                             | Kirk Lazarus                 |
| 2008 | Ralph Fiennes          | The Duchess                                                | William Cavendish            |
| 2008 | Philip Seymour Hoffman | Doubt                                                      | Cha Brendan Flynn            |
| 2009 | Christopher Waltz      | Inglourious Basterds                                       | Hans Landa                   |
| 2009 | Matt Damon             | Invictus                                                   | Francois Pienaar             |
| 2009 | Woody Harrelson        | The Messenger                                              | Tony Stone                   |
| 2009 | Christopher Plummer    | The Last Station                                           | Leo Tolstoy                  |
| 2009 | Stanley Tucci          | The Lovely Bones                                           | George Harvey                |

### Thập niên 2010
| Năm           | Đề cử                    | Phim                            | Vai diễn             |
| ------------- | ------------------------ | ------------------------------- | -------------------- |
| 2010          | Christian Bale           | The Fighter                     | Dicky Eklund         |
| 2010          | Michael Douglas          | Wall Street: Money Never Sleeps | Gordon Gekko         |
| 2010          | Andrew Garfield          | The Social Network              | Eduardo Saverin      |
| 2010          | Jeremy Renner            | The Town                        | James "Jem" Coughlin |
| 2010          | Geoffrey Rush            | The King's Speech               | Lionel Logue         |
| 2011          | Christopher Plummer †    | Hal Fields                      | Beginners            |
| 2011          | Kenneth Branagh ‡        | Laurence Olivier                | My Week with Marilyn |
| 2011          | Albert Brooks            | Bernie Rose                     | Drive                |
| 2011          | Jonah Hill ‡             | Peter Brand                     | Moneyball            |
| 2011          | Viggo Mortensen          | Sigmund Freud                   | A Dangerous Method   |
| 2012          | Christoph Waltz †        | Dr. King Schultz                | Django Unchained     |
| 2012          | Alan Arkin ‡             | Lester Siegel                   | Argo                 |
| 2012          | Leonardo DiCaprio        | Calvin J. Candie                | Django Unchained     |
| 2012          | Philip Seymour Hoffman ‡ | Lancaster Dodd                  | The Master           |
| 2012          | Tommy Lee Jones ‡        | Thaddeus Stevens                | Lincoln              |
| 2013          | Jared Leto †             | Rayon                           | Dallas Buyers Club   |
| 2013          | Barkhad Abdi ‡           | Abduwali Muse                   | Captain Phillips     |
| 2013          | Daniel Brühl             | Niki Lauda                      | Rush                 |
| 2013          | Bradley Cooper ‡         | Richard "Richie" DiMaso         | American Hustle      |
| 2013          | Michael Fassbender ‡     | Edwin Epps                      | 12 Years a Slave     |
| 2014          |                          |                                 |                      |
| J. K. Simmons | Terence Fletcher         | Whiplash                        |                      |
| Robert Duvall | Judge Joseph Palmer      | The Judge                       |                      |
| Ethan Hawke   | Mason Evans, Sr.         | Boyhood                         |                      |
| Edward Norton | Mike Shiner              | Birdman                         |                      |
| Mark Ruffalo  | Dave Schultz             | Foxcatcher                      |                      |

Ghi chú: 
- "†" chỉ người cũng đoạt Giải Oscar.
- "‡" chỉ người đoạt giải Quả cầu vàng mà không được đề cử cho giải Oscar.